# Джессика Джонс (3-й сезон)
Третий сезон американского телевизионного веб-сериала «Джессика Джонс», который основан на одноимённом персонаже комиксов Marvel. Сериал входит в Кинематографическую вселенную Marvel (КВМ). Производством сезона занималось Marvel Television совместно с ABC Studios и Tall Girls Productions. Шоураннером сезона является Мелисса Розенберг.
Кристен Риттер играет роль Джонс, а также в главных ролях из предыдущих сезонов возвращаются Рэйчел Тейлор, Эка Дарвилл и Кэрри-Энн Мосс. Дж. Р. Рамирес, Майк Колтер и Дэвид Теннант возвращаются в качестве приглашённых актёров. К основному актёрскому составу также присоединяются Бенджамин Уокер, Сарита Чоудхури, Джереми Бобб и Тиффани Мак. Сезон был заказан в апреле 2018 года, через месяц после выхода второго сезона сериала. Съёмки сезона начались в конце июня 2018 года, во время которых состоялся режиссёрский дебют Риттер.
Релиз сезона состоялся 14 июня 2019 года и он состоит из 13 эпизодов. Netflix закрыло сериал 18 февраля 2019 года.

## Сюжет
Когда пути Джессики Джонс (Кристен Риттер) пересекаются с высокоинтеллектуальным психопатом, ей и Триш (Рэйчел Тейлор) приходится восстановить свои повреждённые отношения и объединиться, чтобы остановить его. Но сокрушительная потеря раскрывает их противоречивые идеи героизма и направляет их на прямой курс к столкновению, который изменит их обеих.Netflix

## Эпизоды
| № общий | № в сезоне | Название                                                                 | Режиссёр            | Автор сценария                                                                         | Дата премьеры |
| --- | ---------- | ------------------------------------------------------------------------ | ------------------- | -------------------------------------------------------------------------------------- | ------------- |
| 27 | 1          | «Идеальный бургер» «A.K.A The Perfect Burger»                            | Майкл Леманн        | Мелисса Розенберг                                                                      | 14 июня 2019  |
| Джессика Джонс возвращается к помощи людям, начиная с возвращения Кэсси Ясдан ее матери из Мексики, куда ее отвез отец Митч после поражения в праве на опеку. Она раздражена, когда видео, на котором она кидает Митча, становится вирусным. Малкольм Дюкасс продолжает работать на Джери Хогарт, хотя его беспокоят её методы. Хогарт, все еще страдающая БАС, просит Джонс положить конец ее страданиям, но она отказывается. Она навещает бывшую подругу Кит Лайонн, которая замужем за профессором права Питером. Дороти Уокер просит Джонс найти ее дочь Триш, которая пропала. Джонс сначала отказывается, но передумывает, просто чтобы успокоить её. Джонс обнаруживает, что Триш стала линчевателем, используя свои улучшенные способности, возникшие в результате эксперимента Карла Малуса. Когда Джонс вмешивается в противостояние Триш с преступником, она дает Джонс отпор. Джонс идет в бар, где знакомится с Эриком Гелденом. Джонс и Гелден возвращаются в ее квартиру, но попадают в засаду, устроенную нападавшим в маске, который наносит удар ножом Джонс в живот и сбегает. |            |                                                                          |                     |                                                                                        |               |
| 28 | 2          | «Добро пожаловать» «'A.K.A You're Welcome'»                              | Кристен Риттер      | Хилли Хикс-мл.                                                                         | 14 июня 2019  |
| Триш обнаруживает, что ее способности расширились после убийства Алисы Джонс. Полагая, что она будет лучшим героем, чем Джонс, Триш проходит обширную физическую подготовку, чтобы стать линчевателем. Она замечает Джессику на улице и звонит ей, но Джонс вешает трубку. Триш удается поймать вора сотового телефона, но он и жертва узнают ее, из-за чего Триш решает замаскироваться. Позже вор пытается подать на нее в суд за то, что она повредила ему шею. Позже Малкольм шантажирует его, заставляя снизить стоимость, обнаружив, что его сын, который уважает его, на самом деле приёмный, и угрожает рассказать ему правду. Триш переезжает в более дешевую квартиру, к большому огорчению Дороти, но продолжает появляться на телевидении. Она начинает преследовать Эндрю Брандта, человека, который положил свою сводную сестру в больницу из-за завещанной ей статуи. Триш следит за его квартирой, прежде чем напасть на него, но Джонс вмешивается. В настоящее время Триш узнает о госпитализации Джонс и навещает её. Они считают, что за нападением стоял Брандт. |            |                                                                          |                     |                                                                                        |               |
| 29 | 3          | «У меня нет селезёнки» «A.K.A I Have No Spleen»                          | Антон Кроппер       | Лиза Рэндольф                                                                          | 14 июня 2019  |
| Джонс удалили селезенку, и ей разрешили покинуть больницу только после того, как она согласилась с требованиями своей новой помощницы Джиллиан принимать многочисленные лекарства. Джери встречается с Кит за обедом. Позже она заставляет Малкольма раскопать информацию, компрометирующую мужа Кит, Питера, чтобы разлучить их. Малкольм устанавливает камеру в кабинете Питера и обнаруживает, что он встречается с одной из своих учениц. Однако Кит сообщает Хогарт, что у них с мужем свободные отношения и она не будет к ней привязываться. Джонс получает помощь от Хогарт в поиске статуи Брандта, но, следя за Триш, она падает в обморок на улице от обезвоживания, и Триш убегает со своими зацепками. Тем не менее, Джонс находит статую после столкновения с Триш, затем захватывает и допрашивает Брандта, узнав, что нападавший на нее не был Брандтом или кем-либо, связанным с ним, и оставляет его Триш. Когда Джонс приходит в себя дома, Эрик приходит, чтобы проверить ее, но Джонс внезапно понимает, что нападавший преследовал Эрика. |            |                                                                          |                     |                                                                                        |               |
| 30 | 4          | «Обслуживание клиентов наготове» «A.K.A Customer Service is Standing By» | Лизль Томми         | Джейми Кинг                                                                            | 14 июня 2019  |
| Эрик объясняет, что он был должен деньги преступнику Сэле Бласковски, и у него была одна неделя, чтобы заплатить. Он говорит, что он эмпат и может почувствовать, если кто-то поступил неправильно, но это причиняет ему боль. Вместе Джонс и Эрик находят людей, которых он шантажировал, и собирают деньги, а также раскрывают информацию о преступлениях полиции. Триш слышит о Бласковски от Эрика и врывается в офис Малкольма, чтобы продолжить расследование. Малкольм раскапывает компромат на Питера и обнаруживает, что он тратит средства на стипендию, выделенную в память о его дочери. Хогарт решает не публиковать эту информацию, поскольку это разрушит и Питера, и Кит. Эрик оставляет Джонс, чтобы передать деньги Бласковски, но она решает утопить его за опоздание. Приходит Триш и спасает его, но случайно бьёт Бласковски. Джонс наконец находит нападавшего: Грегори Селлинджера, интеллектуально грозного серийного убийцу-психопата. Джонс уходит, и Селлинджер угрожает обнародовать против нее улики по уголовному делу, поэтому она неохотно просит Триш помочь его поймать. |            |                                                                          |                     |                                                                                        |               |
| 31 | 5          | «Я желаю» «A.K.A I Wish»                                                 | Мэйрзи Алмас        | Дж. Холтэм                                                                             | 14 июня 2019  |
| Джонс и Триш начинают осматривать квартиру Сэллинджера. Когда он уходит, Триш врывается, чтобы собрать улики, в то время как Джонс следует за ним. Она узнает, что Сэллинджер шпионил за сестрой Эрика, проституткой Брианной. Джонс противостоит Сэллинджеру и понимает, что они в опасности, и заставляет Брианну остаться в доме Малкольма для защиты, хотя это длится недолго, так как прибывает ее сутенёр Гор и забирает ее. Хогарт передумывает и раскрывает информацию о Питере. Не в силах убедить Кит в том, что Хогарт манипулирует ей, Питер кончает жизнь самоубийством, снимая видео против Хогарт. Джонс и Триш продолжают спорить о смерти Алисы, а Джиллиан настаивает на том, чтобы они уладили свои разногласия. После этого они используют собранные улики, чтобы проследить за Сэллинджером до заброшенного вагона поезда, в котором хранятся тела, которые он собрал. Джонс попадает в газовую ловушку, и Триш спасает ее, и они обе признают свою вину в споре с Алисой, когда первая разговаривает с полицейскими. Позже Сэллинджер устраивает засаду на Эрика в его гостиничном номере и похищает его. |            |                                                                          |                     |                                                                                        |               |
| 32 | 6          | «Лицо сожаления» «A.K.A Sorry Face»                                      | Тим Якофано         | Джесси Харрис                                                                          | 14 июня 2019  |
| Сэллинджер начинает пытать Эрика и пытается заставить его признаться в «измене». При этом он выясняет способности Эрика к эмпатии, когда тот стоит рядом с ним, и у него начинает обильно течь кровь. Джонс узнает о похищении Эрика и раскрывает способности Триш Дороти, пытаясь отговорить ее от борьбы с преступностью, но Дороти сердито бросает Триш. Малкольм находит Брианну и избивает Гора, в конечном итоге убеждая ее вернуться, рассказав ей о похищении Эрика, и начинает с ней роман. Хогарт пытается извиниться перед Кит, но её останавливает сын, который отказывает ей. Скандал приводит к тому, что многие из ее клиентов уходят, хотя ей удается удержать нескольких. Её бывший партнер Стивен Беновиц забирает партнёрство с Rand Enterprises. Джонс и Триш удается найти Сэллинджера. Они арестовывают его и спасают Эрика. Однако детектив Эдди Коста сообщает, что Сэллинджер не предстанет перед судом из-за отсутствия доказательств. Эрик не может давать показания, так как он получит год тюрьмы за шантаж и будет страдать от боли из-за своих способностей. |            |                                                                          |                     |                                                                                        |               |
| 33 | 7          | «Двойной Полу-Ваппингер» «A.K.A The Double Half-Wappinger»               | Ларри Тенг          | Нэнси Вон                                                                              | 14 июня 2019  |
| Хогарт становится адвокатом Сэллинджера, из-за чего Джонс в ярости. Сэллинджер критикует действия Джонс. Джонс и Триш считают, что смерть брата Сэллинджера Донни была его первым убийством, и отправляются в Ваппингер Фоллс, чтобы разобраться в этом. Начальник местной полиции Ронни Веласко отказывается помогать Джонс, поэтому она и Триш крадут полицейские файлы. Они считают, что смерть Донни была несчастным случаем, но обнаруживают, что у Сэллинджера был друг по школьной команде по борьбе по имени Натан Сильва, который таинственным образом исчез. Они посещают семью Сильвы и обнаруживают, что тело Нейтана было спрятано под их беседкой все эти годы, разоблачая преступление. Малкольм расстроен тем, что Хогарт помогает Сэллинджеру, но его девушка, Зайя Оконджо, настаивает на том, что это часть их работы. Хогарт начинает искать линчевателя в маске, помогающего Джонс, и обнаруживает, что она убивает их клиентов. Зайя просматривает записи с камер видеонаблюдения и замечает, что Малкольм общается с Триш. В то время как Триш получает известность как линчеватель, Джонс противостоит Сэллинджеру на тренировке по борьбе. Сэллинджер насмехается над Джессикой, говоря, что она использует грубую силу, потому что ей не хватает дисциплины, и вызывает ее на поединок по борьбе. Она соглашается и прижимается к нему, но злит его, намекая, что знает, что он убил Нейтана, и унижает его, швыряя его по борцовскому ковру под аплодисменты учеников. |            |                                                                          |                     |                                                                                        |               |
| 34 | 8          | «Дружелюбная камера» «A.K.A Camera Friendly»                             | Стивен Сёрджик      | Скотт Рейнольдс                                                                        | 14 июня 2019  |
| Джонс получает видео от Сэллинджера, где сообщает о его следующем убийстве. Она нанимает Триш, чтобы она помогла найти жертву, а также связывается с Костой, чтобы проверить квартиру Сэллинджера. Они находят приманку по имени Джоби, нанятую для присмотра за его домом, поэтому Джонс снимает, как она ломает трофеи и дипломы Сэллинджера, и отправляет ему это видео. Малкольм обнаруживает, что Зайя подделала записи с камер видеонаблюдения, на которых он запечатлен с Триш, хотя она злится на него. Позже Хогарт требует, чтобы Триш была разоблачена перед публикой, и начинает войну против сверхсильных линчевателей. Дороти просит Джонс взять интервью у Темби Уоллес, которое в основном состоит из того, что она обвиняет Сэллинджера и предупреждает его следующую жертву. Джонс и Триш отправляются на поиски Сэллинджера и считают, что его следующей жертвой станет Мона Ли из GT Agrochemical. Сэллинджер появляется в своей квартире, по-видимому, без каких-либо правонарушений. Сбежав от папарацци, Джонс понимает, что Дороти — следующая жертва Сэллинджера. Триш обнаруживает, что её мать убита Сэллинджером, а затем мчится в квартиру Сэллинджера, чтобы убить его, а Джонс пытается остановить её. |            |                                                                          |                     |                                                                                        |               |
| 35 | 9          | «Я сделал что-то сегодня» «A.K.A I Did Something Today»                  | Дженнифер Гетцингер | Лиза Рэндольф                                                                          | 14 июня 2019  |
| Триш серьёзно ранит Сэллинджера, прежде чем Джонс останавливает её, и они убегают. Госпитализированный Сэллинджер присылает ей фотографию с доказательством нападения Триш и угрожает опубликовать ее, если Джонс не уничтожит все доказательства смерти Нейтана. Чтобы спасти Триш, Джонс и Эрик заставляют одного из шантажируемых сообщников Эрика, офицера Карла Нассбаумера, отвести их в криминалистическую лабораторию, где Джонс успешно уничтожает улики. Триш, однако, расстроена тем, что Джонс выбрала ее, а не Сэллинджера, так как это означает, что он будет на свободе. К Хогарт обращается сын Кит, Лоран, чтобы помочь им в деле против бывшего сторонника Деметри Патсераса. Хогарт признается, что она все еще влюблена в Кит. Позже она принимает помощь Хогарт. Малкольм признается Хогарт в измене, но утверждает, что он сам подделал запись, и уходит. Просматривая неотредактированные кадры, Хогарт видит, что линчеватель в маске — это Триш. Коста посещает квартиру Джонс и говорит ей, что он был вынужден взять отпуск из-за потери улик. На следующий день прибывают следователи и подозревают Джонс в убийстве Нассбаумера. |            |                                                                          |                     |                                                                                        |               |
| 36 | 10         | «Штаны героя» «A.K.A Hero Pants»                                         | Сэнфорд Букстейвер  | Хилли Хикс-мл. и Джейми Кинг                                                           | 14 июня 2019  |
| Следователи не могут найти улики на Джонс, но находят папку на Нассбаумера, которую Джонс разрешает им забрать. Когда Триш готовится к похоронам Дороти, к ней подходят следователи, она настаивает на том, что Джонс невиновна. Джонс начинает подозревать Эрика в убийстве. Малкольм просит вернуться в Alias Investigations, на что Джонс соглашается и Поручает ему заглянуть в досье Джейса Монтеро. Вскоре он расстается с Зайей из-за их разных работ. Трезвая Брианна возвращается, чтобы погостить у него, и у них завязываются отношения. Кит приходит к Хогарт по поводу Патсераса. Она сердито говорит ей, чтобы она прекратила использовать свою грязную тактику, но когда Патсерас обвиняет ее в мошенничестве, она принимает ее помощь в «раскрашивании за чертой». Джонс и Триш посещают похороны Дороти. Джиллиан звонит Джонс и сообщает ей, что у полиции есть ордер на ее арест. Джонс понимает, что Триш убила Нассбаумера, и уходит. Позже она пытается выследить Триш, но ее внезапно арестовывают. Позже Эрик с наблюдает, как Триш нападает и убивает Монтеро в его офисе в трейлере. |            |                                                                          |                     |                                                                                        |               |
| 37 | 11         | «Адская Кошка» «A.K.A Hellcat»                                           | Дженнифер Гетцингер | Джейн Эспенсон                                                                         | 14 июня 2019  |
| В воспоминании Дороти заставляет Триш заняться актерством после того, как их отец «уходит». С помощью ряда продуманных планов Дороти добивается от Триш желанной главной роли в ситкоме на ABC, утверждая, что она «в долгу перед миром». Обнаружив, что её мать мертва, Триш отправляется за Сэллинджером, но её останавливает Джонс, которая пытается успокоить её. Она обращается к Эрику с просьбой помочь в поимке преступников, и они преследуют Нассбаумера, записывая его признание. Триш случайно убивает его в ярости, и головные боли Эрика проходят. Когда Джонс подозревают в убийстве Нассбаумера, Триш и Эрик замышляют отвлечь следователей, напав на Монтеро и взяв на себя ответственность за Нассбаумера. Хогарт обращается к Триш со своими знаниями о ее деятельности и просит ее украсть что-нибудь у Патсераса. Выясняется, что Эрик вызвал полицию на Джонс, чтобы у нее было алиби. Триш и Эрик противостоят Монтеро, но разъяренная Триш убивает Монтеро. Убеждённая в том, что убийство более эффективно, Триш решает продолжить использовать этот метод, и головные боли Эрика возвращаются. |            |                                                                          |                     |                                                                                        |               |
| 38 | 12         | «Много червей» «A.K.A A Lotta Worms»                                     | Сара Бойд           | Скотт Рейнольдс                                                                        | 14 июня 2019  |
| Джонс отпускают, и она возвращается в Alias Investigations, чтобы найти Эрика. Он говорит ей, что Триш теперь намеренно убивает жертв, и Джонс спешит в больницу, чтобы спасти Сэллинджера от Триш. Она отвозит его к Хогарт, но тот решает вернуться в свою квартиру и подождать, пока Триш прибудет и нападет на него. Вместо этого Джонс прибывает, чтобы устроить ловушку для Триш, которая оказывается успешной. Малкольм и Эрик вырубают её, в то время как Джонс крадет камеру, на которой Триш нападает на Сэллинджера. Малкольм приковывает Триш цепью в ее квартире и следит за ней. Позже Сэллинджер удерживает Джонс в ее квартире и начинает пытать ее, чтобы заставить признаться в том, что она «мошенница». Когда Сэллинджер упоминает об убийстве Дороти, Джонс рассказывает, что она записала его признание. После ареста Сэллинджера Джонс освобождает Триш и призывает её двигаться дальше. Тем не менее, Триш все еще охвачена гневом и убивает Сэллинджера, пока его везут в тюрьму, прежде чем сбежать и ранить нескольких случайных прохожих. Хогарт, Коста и Джонс находят его избитое и изуродованное тело в лифте. |            |                                                                          |                     |                                                                                        |               |
| 39 | 13         | «Всё» «A.K.A Everything»                                                 | Ниса Хардимен       | Сюжет : Мелисса Розенберг и Нэнси Вон Телесценарий : Мелисса Розенберг и Лиза Рэндольф | 14 июня 2019  |
| Когда Джонс возвращается в свою квартиру, ее встречает Люк Кейдж, который говорит ей, что самое трудное, что он сделал, это отправил своего брата, Уиллиса Страйкера, в Рафт. Понимая, что ей нужно делать, Джонс решает разыскать Триш. После того, как Триш прерывает свою жестокую конфронтацию с Патсерасом из-за вмешательства его испуганной дочери, Хогарт заманивает Триш к себе домой, чтобы Джонс могла поймать ее. Когда Триш берет Кит в заложники, Хогарт спасает Триш и хочет помочь ей сбежать из страны. Вскоре после этого Джонс раскрывает в новостях личность Триш как линчевателя в маске. Джонс находит Триш, пытающуюся сбежать, и побеждает её после того, как она пытается ударить её ножом. По мере того, как Триш обрабатывается, до нее доходит, что она «плохой человек». Джонс дает Малкольму ключи от Alias Investigations и смотрит, как Триш отвозят на Рафт. Кит разрывает отношения с Хогарт, та говорит, что Кит будет её последней ошибкой. Коста знакомится с Эриком и предлагает ему поработать с полицией. Джонс пытается уехать в Мексику, но, услышав голос Килгрейва, который говорит ей оставить всех позади, она меняет свое мнение и решает остаться в Нью-Йорке. |            |                                                                          |                     |                                                                                        |               |

## В ролях
| - Кристен Риттер — Джессика Джонс - Рэйчел Тейлор — Патриша «Триш» Уокер / Адская Кошка - Эка Дарвилл — Малкольм Дюкасс - Бенджамин Уокер — Эрик Гелден - Сарита Чоудхури — Кит Лайонн - Джереми Бобб — Грегори Салинджер - Тиффани Мак — Зайя Оконджо - Кэрри-Энн Мосс — Джери Хогарт | - Ребекка Де Морнэй — Дороти Уокер - Аниш Шет — Джиллиан - Джессика Фрэнсис Дьюкс — Грейс - Джон Вентимилья — Эдди Коста - Рэйчел Маккеон — Чар - Джейми Ньюманн — Брианна «Берри» Гелден | - Дж. Р. Рамирес — Оскар Арочо - Кевин Чакон — Видо Арочо - Тихуана Рикс — Темби Уоллес - Мори Гинсберг — Стивен Беновиц - Майк Колтер — Люк Кейдж - Дэвид Теннант — Килгрейв |

## Производство

### Разработка
12 апреля 2018 года, через месяц после выпуска второго сезона, Netflix заказало третий сезон «Джессики Джонс». Третий сезон состоит из 13 эпизодов.

### Кастинг
После заказа сезона пришло подтверждение, что в новом сезоне вернутся Кристен Риттер (Джессика Джонс), Рэйчел Тейлор (Патриша «Триш» Уокер), Эка Дарвилл (Малкольм Дюкасс) и Кэрри-Энн Мосс (Джери Хогарт). Ребекка Де Морнэй также вернулась к роли Дороти Уокер, в то время новыми актёрами в сериале стали Бенджамин Уокер, Джереми Бобб, Сарита Чоудхури, Тиффани Мак, Джессика Фрэнсис Дьюк и Аниш Шет.

### Съёмки
К концу мая 2018 года, Риттер проходила обучение, чтобы подготовиться к началу съёмок, которые должны были «очень скоро» состояться, и они официально начались к концу июня 2018 года. В этом сезоне также состоялся режиссёрский дебют Риттер.

## Релиз
Выпуск заключительного третьего сезона «Джессики Джонс» состоялся 14 июня 2019 года.

## Реакция
На сайте Rotten Tomatoes сезон получил рейтинг 72% со средним рейтингом 6,54/10, на основе 36 отзывов. Критический консенсус сайта гласит: «Даже если это и не самый удовлетворительный финал для целой эпохи телевидения Marvel, последняя глава „Джессики Джонс“ финиширует сильно, давая своей сложной героине место для изменений, а также давая Кристен Риттер последний шанс поработать со своей саркастической магией». На сайте Metacritic он имеет средневзвешенную оценку 64 из 100 на основе 6 отзывов, что указывает на «в целом благоприятные отзывы».